# حزب العمل جنوب السودان
حزب العمل جنوب السودان هو حزب سياسي مقره جنوب السودان ويقوده فيديريكو أوي فوني. 

## روابط خارجية
- Laboursouthsudan.org